# Rhipidura albolimbata
El abanico amistoso (Rhipidura albolimbata) es una especie de ave paseriforme de la familia Rhipiduridae endémica de Nueva Guinea.

## Distribución y hábitat
Se encuentra únicamente en las montañas de la isla de Nueva Guinea.
Su hábitat natural son los bosques húmedos tropicales montanos.